# 白髪部王
白髪部王（しらかべのおおきみ、生年不明 - 皇極天皇2年11月11日（643年12月30日））は、7世紀前半の皇族。『上宮聖徳法王帝説』より厩戸皇子（聖徳太子）の子。母は推古天皇の皇子、尾張皇子の娘、位奈部橘王（いなべのたちばなのおおきみ）。

## 概要
『上宮聖徳法王帝説』によると、聖徳太子と位奈部橘王の間の第一子である。父母ともに皇族の地を引く優位な立場にあり、皇子宮を形成していた可能性がある。その根拠としては、飛鳥板蓋宮伝承地から出土された木簡に「大花下」・「小山上」の冠位の文字があるものとともに、「白髪部五十戸」と記されたものがあり、この白髪部の部民が、白髪部王の皇子宮に奉仕するものだとする説があるからである。また、位奈部橘王は天寿国曼荼羅繍帳銘文に名の現れている橘大郎女（たちばなのおおいらつめ）のことであり、中宮寺との関連性が深い。現在の中宮寺の東方に存在したかつての中宮寺と、その前身の建造物が位奈部橘王の住んでいたところであり、白髪部王に伝領されたのではないか、と浅野充は唱えている。
なお、山背大兄王が異母妹の舂米女王を妃とした背景には、皇族の血の濃い白髪部王や、膳部菩岐々美郎女（かしわでのほききみのいらつめ）出生の泊瀬王の存在が大きく、同じく菩岐々美郎女出生の上宮乳部を継承した女王との婚姻が必要だったのではないか、と仁藤敦史は述べている。
皇極天皇2年11月1日（643年12月20日）に発生した山背大兄王の変で、一族もろとも蘇我氏の手にかかって命を落としたとされる。『上宮聖徳法王帝説』に、「皇極天皇の御代三年（644年）10月14日、蘇我蝦夷大臣の子、入鹿臣□□林太郎は、斑鳩の宮にいた山代大兄王およびその兄弟等、計十五人の王子□□をことごとく滅ぼした」という記述より推測され、『上宮聖徳太子伝補闕記』によると、犠牲になった上宮家の諸王の中に「白髪部王」の名があげられている。